# Мысниченко, Виктор Иванович
Ви́ктор Ива́нович Мысниче́нко (5 ноября 1918, Орловка — 31 января 2007, Киев) — Герой Советского Союза, в годы Великой Отечественной войны командир эскадрильи 96-го отдельного коррекционного разведывательного авиационного полка 17-й воздушной армии 3-го Украинского фронта, капитан.

## Биография
Родился 5 ноября 1918 года в селе Орловка (ныне в черте города Брянка) в семье рабочего Мысниченко Ивана Петровича (1882—1941) и Мысниченко Марии Ивановны (1886—1921). Украинец. Окончил 3 курса Ворошиловградского сельскохозяйственного института.
В 1939 году был призван в Красную Армию. В 1940 году окончил Харьковское военное авиационное училище, школу стрелков бомбардировщиков. Службу проходил в 316-м разведывательном авиаполку Киевского военного округа. В составе этого полка вступил в Великую Отечественную войну.
Участник боевых действий с первого дня войны. Воевал на Юго-Западном, Сталинградском, 3-м Украинском фронтах в частях разведывательной авиации. Член ВКП(б)/КПСС с 1943 года.
К марту 1945 года капитан В. И. Мысниченко совершил 211 боевых вылетов на разведку и фотографирование объектов противника. По его данным было подавлено 42 батареи, уничтожено большое количество автомашин, танков, живой силы врага.
Указом Президиума Верховного Совета СССР от 29 июня 1945 года за образцовое выполнение боевых заданий командования на фронте борьбы с немецко-фашистскими захватчиками и проявленные при этом мужество и героизм капитану Виктору Ивановичу Мысниченко присвоено звание Героя Советского Союза с вручением ордена Ленина и медали «Золотая Звезда» (№ 6162).
После войны продолжил службу в военной авиации. В 1951 году окончил курсы усовершенствования офицерского состава, в 1959 году — заочно Военно-воздушную академию. Служил старшим преподавателем в Черниговском высшем военном авиационном училище летчиков. С 1973 года полковник В. И. Мысниченко — в запасе.
Жил в городе Чернигов. С марта 1974 по сентябрь 1985 работал директором туристических поездов и турбаз, заместителем начальника морского клуба, начальником отдела кадров комбината стройматериалов и конструкций. Последние годы жил в столице Украины городе Киеве. Умер 31 января 2007 года. Похоронен в Киеве на кладбище в Пуще-Водице.

## Семья
- Супруга — Мысниченко Анастасия Климентьевна (1925 г. рожд.).
- Дочери: Светлана Викторовна (1948 г. рожд.), Лариса Викторовна (1953 г. рожд.).
- Сын — Игорь Викторович (1959 г. рожд.)[2].

## Награды
- Медаль «Золотая Звезда» Героя Советского Союза;
- орден Ленина;
- два ордена Красного Знамени;
- два ордена Отечественной войны I степени;
- два ордена Красной Звезды;
- украинский орден Богдана Хмельницкого III степени;
- медали.